# 단 다쿠마
단 다쿠마(團琢磨, 1858년 9월 7일 ~ 1932년 3월 5일)는 일본 제국의 화족, 공학자, 기업인이다. 작위는 남작. 미쓰이 그룹의 총수로, 일본 자이바쓰를 이끌었던 사람 중 하나였다.
1878년 매사추세츠 공과대학교를 졸업한 후 가네코 겐타로와 하버드 대학교에 진학하였다. 후의 그의 여동생 요시코(芳子)와 결혼하였다. 1932년 다쿠마는 일본의 우익 단체 혈맹단의 단원 히시누마 고로(菱沼五郎)에게 암살 당했다. 이유는 다쿠마가 사악한 재력의 상징으로 판단하였기 때문이다.

## 같이 보기
- 이노우에 준노스케
- 혈맹단 사건